# 依楞额
依楞额（19世纪？—1899年），清朝末年将领。属达斡尔族布库尔氏。驻防布特哈（黑龙江镶红旗）。
咸丰七年（1857年），作为余丁在科尔沁博多勒噶台亲王僧格林沁，参与镇压捻军。同治七年（1868年），赐号额腾额巴图鲁。同治十年（1871年），率军驻扎乌里雅苏台，加副都统衔。光绪十四年（1888年），依楞额升任统领满州、锡伯、索伦三营，驻防霍斯果尔。光绪十五年（1889年），署理锡伯领队大臣。光绪二十年（1894年），甲午战争，日本军侵犯辽东，朝廷命依楞额率领神机营驻防北京南苑，随后移驻山海关、蓟州、喜峰口等地，防备日军。